# Erica Shafudah
Erica Shafudah (* 20. Jahrhundert in Eendadi, Südwestafrika; mitunter auch Ericah; vollständiger Name Ericah Paendelenga yaShafudah) ist eine namibische Politikerin und seit dem 22. März 2025 im Kabinett Nandi-Ndaitwah Ministerin für Finanzen.

## Lebensweg
Shafudah wurde als Kind von Rosalia Vanyenga yaShilola und Tate Shafudah shaHeishi yaNghililewanga in eine Familie von insgesamt 56 Kindern geboren. Nach dem frühen Tod ihrer Mutter wuchs sie in einer christlichen Familie in Onamunama auf. 1978 ging sie nach Angola ins Exil, wo sie das Cassinga-Massaker überlebte. Als Mitglied der SWAPO Youth League wurde sie zum Studium nach Kuba gesandt. Hier machte sie binnen 12 Jahren zahlreiche Abschlüsse, darunter einen Master in Bildungswesen, einen Master in Biostatistik sowie einen Master in Veränderungsmanagement. Nach ihrer Rückkehr 1990 arbeitete Shafudah als Lehrerin in verschiedenen Schulen. 1995 verließ sie den Bildungssektor und arbeitete für die Nationale Planungskommission (NPC). 2002 wechselte Erica Shafudah ins Finanzministerium, in dem sie sich bis zur Exekutivdirektorin (vgl. Staatssekretär) hocharbeitete. 2021 verließ sie das Ministerium, ehe sie 2025 Ministerin in ebendiesem wurde.
Seit März 2025 ist Shafudah Mitglied der Nationalversammlung.